# Ministre de la Diversité, de l’Inclusion et des Personnes en situation de handicap
 (juin 2025).
Si vous disposez d'ouvrages ou d'articles de référence ou si vous connaissez des sites web de qualité traitant du thème abordé ici, merci de compléter l'article en donnant les références utiles à sa vérifiabilité et en les liant à la section « Notes et références ».
Le ministre de la Diversité, de l'Inclusion et des Personnes en situation de handicap (en anglais : Minister of Diversity, Inclusion and Persons with Disabilities) était un ministre de la Couronne dans le Cabinet canadien. Le poste est associé à Patrimoine canadien.
Le poste est créé pour la première fois en novembre 2019 après les élections fédérales et reprend la responsabilité du multiculturalisme (poste qui n'avait pas été attribué depuis 2015) en y ajoutant des responsabilités additionnelles liées à la jeunesse.
En mars 2025, dans le cadre d'un « cabinet réduit », le Premier ministre Mark Carney ne reconduit pas cette formule, ce qui lui est vivement reproché par des associations et des militants.

## Liste des titulaires
| Titulaire Intitulé | Titulaire Intitulé | Titulaire Intitulé                                                                             | Parti   | Début            | Fin             | Gouvernement     | Ministère                                                    |
| ------------------ | ------------------ | ---------------------------------------------------------------------------------------------- | ------- | ---------------- | --------------- | ---------------- | ------------------------------------------------------------ |
|                    |                    | Bardish Chagger Ministre de la Diversité, de l’Inclusion et de la Jeunesse                     | Libéral | 20 novembre 2019 | 26 octobre 2021 | 29e (J. Trudeau) | Patrimoine canadien                                          |
|                    |                    | Ahmed Hussen Ministre du Logement, de la Diversité et de l’Inclusion                           | Libéral | 26 octobre 2021  | 25 juillet 2023 | 29e (J. Trudeau) | Emploi et Développement social Canada et Patrimoine canadien |
|                    |                    | Kamal Khera Ministre de la Diversité, de l’Inclusion et des Personnes en situation de handicap | Libéral | 26 juillet 2023  | 14 mars 2025    | 29e (J. Trudeau) | Emploi et Développement social Canada et Patrimoine canadien |

### Anciens postes

#### VoletPersonnes handicapées(jusqu'en 2023)
Les responsabilités liées aux personnes handicapées sont occupées par d'autres postes jusqu'en juillet 2023.
| Ministre Intitulé | Ministre Intitulé | Ministre Intitulé | Parti   | Début            | Fin              | Gouvernement     | Ministère                             |
| ----------------- | ----------------- | --- | ------- | ---------------- | ---------------- | ---------------- | ------------------------------------- |
|                   |                   | Carla Qualtrough Ministre des Sports et des Personnes handicapées                                                      | Libéral | 4 novembre 2015  | 27 août 2017     | 29e (J. Trudeau) | Patrimoine canadien                   |
|                   |                   | Kent Hehr Ministre des Sports et des Personnes handicapées                                                             | Libéral | 28 août 2017     | 24 janvier 2018  | 29e (J. Trudeau) | Emploi et Développement social Canada |
|                   |                   | Kirsty Duncan Ministre des Sports et des Personnes handicapées                                                         | Libéral | 25 janvier 2018  | 17 juillet 2018  | 29e (J. Trudeau) | Emploi et Développement social Canada |
|                   |                   | Carla Qualtrough Ministre des Services publics et de l’Approvisionnement et de l’Accessibilité                         | Libéral | 18 juillet 2018  | 20 novembre 2019 | 29e (J. Trudeau) | Emploi et Développement social Canada |
|                   |                   | Carla Qualtrough Ministre de l’Emploi, du Développement de la main-d’œuvre et de l'Inclusion des personnes handicapées | Libéral | 21 novembre 2019 | 25 juillet 2023  | 29e (J. Trudeau) | Emploi et Développement social Canada |